# Nummer 1-hits in de Billboard Best Sellers Chart in 1953
Deze hits stonden in 1953 op nummer 1 in Billboards Best Selling Singles hitlijst.
| Datum        | Artiest              | Titel                                            |
| ------------ | -------------------- | ------------------------------------------------ |
| 3 januari    | Jimmy Boyd           | I saw mommy kissing Santa Claus                  |
| 10 januari   | Perry Como           | Don't let the stars get in you eyes              |
| 17 januari   | Perry Como           | Don't let the stars get in you eyes              |
| 24 januari   | Perry Como           | Don't let the stars get in you eyes              |
| 31 januari   | Perry Como           | Don't let the stars get in you eyes              |
| 7 februari   | Perry Como           | Don't let the stars get in you eyes              |
| 14 februari  | Teresa Brewer        | Till I waltz again with you                      |
| 21 februari  | Teresa Brewer        | Till I waltz again with you                      |
| 28 februari  | Teresa Brewer        | Till I waltz again with you                      |
| 7 maart      | Teresa Brewer        | Till I waltz again with you                      |
| 14 maart     | Teresa Brewer        | Till I waltz again with you                      |
| 21 maart     | Patti Page           | The doggie in the window                         |
| 28 maart     | Patti Page           | The doggie in the window                         |
| 4 april      | Patti Page           | The doggie in the window                         |
| 11 april     | Patti Page           | The doggie in the window                         |
| 18 april     | Patti Page           | The doggie in the window                         |
| 25 april     | Patti Page           | The doggie in the window                         |
| 2 mei        | Patti Page           | The doggie in the window                         |
| 9 mei        | Patti Page           | The doggie in the window                         |
| 16 mei       | Percy Faith          | The song from Moulin Rouge (Where is your heart) |
| 23 mei       | Percy Faith          | The song from Moulin Rouge (Where is your heart) |
| 30 mei       | Percy Faith          | The song from Moulin Rouge (Where is your heart) |
| 6 juni       | Percy Faith          | The song from Moulin Rouge (Where is your heart) |
| 13 juni      | Percy Faith          | The song from Moulin Rouge (Where is your heart) |
| 20 juni      | Percy Faith          | The song from Moulin Rouge (Where is your heart) |
| 27 juni      | Percy Faith          | The song from Moulin Rouge (Where is your heart) |
| 4 juli       | Percy Faith          | The song from Moulin Rouge (Where is your heart) |
| 11 juli      | Percy Faith          | The song from Moulin Rouge (Where is your heart) |
| 18 juli      | Percy Faith          | The song from Moulin Rouge (Where is your heart) |
| 25 juli      | Eddie Fisher         | I'm walking behind you                           |
| 1 augustus   | Eddie Fisher         | I'm walking behind you                           |
| 8 augustus   | Les Paul & Mary Ford | Vaya con Dios (May God be with you)              |
| 15 augustus  | Les Paul & Mary Ford | Vaya con Dios (May God be with you)              |
| 22 augustus  | Les Paul & Mary Ford | Vaya con Dios (May God be with you)              |
| 29 augustus  | Les Paul & Mary Ford | Vaya con Dios (May God be with you)              |
| 5 september  | Les Paul & Mary Ford | Vaya con Dios (May God be with you)              |
| 12 september | Les Paul & Mary Ford | Vaya con Dios (May God be with you)              |
| 19 september | Les Paul & Mary Ford | Vaya con Dios (May God be with you)              |
| 26 september | Les Paul & Mary Ford | Vaya con Dios (May God be with you)              |
| 3 oktober    | Les Paul & Mary Ford | Vaya con Dios (May God be with you)              |
| 10 oktober   | Stan Freberg         | St. George and the dragonet                      |
| 17 oktober   | Stan Freberg         | St. George and the dragonet                      |
| 24 oktober   | Stan Freberg         | St. George and the dragonet                      |
| 31 oktober   | Stan Freberg         | St. George and the dragonet                      |
| 7 november   | Les Paul & Mary Ford | Vaya con Dios (May God be with you)              |
| 14 november  | Les Paul & Mary Ford | Vaya con Dios (May God be with you)              |
| 21 november  | Tony Bennett         | Rags to riches                                   |
| 28 november  | Tony Bennett         | Rags to riches                                   |
| 5 december   | Tony Bennett         | Rags to riches                                   |
| 12 december  | Tony Bennett         | Rags to riches                                   |
| 19 december  | Tony Bennett         | Rags to riches                                   |
| 26 december  | Tony Bennett         | Rags to riches                                   |

1940 ·
1941 · 
1942 ·
1943 ·
1944 ·
1945 ·
1946 ·
1947 ·
1948 ·
1949 ·
1950 ·
1951 ·
1952 ·
1953 ·
1954 ·
1955 ·
1956 ·
1957 ·
1958 ·
1959 ·
1960 ·
1961 ·
1962 ·
1963 ·
1964 ·
1965 ·
1966 ·
1967 ·
1968 ·
1969 ·
1970 ·
1971 ·
1972 ·
1973 ·
1974 ·
1975 ·
1976 ·
1977 ·
1978 ·
1979 ·
1980 ·
1981 ·
1982 ·
1983 ·
1984 ·
1985 ·
1986 ·
1987 ·
1988 ·
1989 ·
1990 ·
1991 ·
1992 ·
1993 ·
1994 ·
1995 ·
1996 ·
1997 ·
1998 ·
1999 ·
2000 ·
2001 ·
2002 ·
2003 ·
2004 ·
2005 ·
2006 ·
2007 ·
2008 ·
2009 ·
2010 ·
2011 ·
2012 ·
2013 ·
2014 ·
2015 ·
2016 ·
2017 ·
2018 ·
2019 ·
2020 ·
2021 ·
2022 ·
2023
- Verenigd Koninkrijk
- Verenigde Staten (Best Sellers)